# Wijster
Wijster (52° 49′ N, 6° 31′ L) é uma cidade dos Países Baixos, na província de Drente. Wijster pertence ao município de Midden-Drente, e está situada a 11 km, a norte de Hoogeveen.
Em 2001, a cidade de Wijster tinha 462 habitantes. A área urbana da cidade é de 0.15 km², e tem 190 residências.
A área de Wijster, que também inclui as partes periféricas da cidade, bem como a zona rural circundante, tem uma população estimada em 1050 habitantes.